# Microsoft Windows
Windows es el nombre de una familia de distribuciones de software y sistemas operativos para PC, servidores, sistemas empotrados y anteriormente teléfonos inteligentes desarrollados y vendidos por Microsoft desde 1985 y disponibles para múltiples arquitecturas, tales como x86, x86-64 (x64) y ARM.
Originalmente (en Windows 1.0, 2.0 y 3.x) era solamente un software que aportaba interfaz gráfica de usuario (GUI, Graphical User Interface) basada en ventanas para MS-DOS (Microsoft Disk Operating System), que por aquel entonces contaba con una interfaz basada en línea de comandos.
Con el tiempo y en la década de 1990 (en Windows 95, 98 y ME) se transformó en un software de interfaz gráfica de usuario que traía integrada a MS-DOS como núcleo. Hacia 2001 se transformó en un sistema operativo propio con la supresión de MS-DOS (Microsoft Disk Operating System) y la integración de la arquitectura de Windows NT (Windows New Technology), (en Windows XP, Windows Vista, Windows 7 y Windows 8.x).
Dicha evolución persiste en las versiones modernas (Windows 10 y Windows 11) pero bajo el concepto de "Windows as a Service", lo que significa que el sistema operativo recibiría actualizaciones periódicas y mejoras continuas lo que hace a Microsoft mantener el sistema operativo actualizado y alineado con las necesidades del usuario en tiempo real.
La versión más reciente de Windows es Windows 11 para equipos de escritorio, Windows Server 2022 para servidores y Windows 10 Mobile para dispositivos móviles. La primera versión disponible en español fue Windows 2.1.

## Historia

### Como Interfaz Gráfica

El primer logo de Windows de 1985 a 1991

Previo a Windows, Microsoft poseía un  sistema operativo en línea de comandos, llamado MS-DOS, que, a diferencia de los sistemas operativos modernos con interfaces gráficas, MS-DOS no tenía ventanas, íconos ni gráficos. Los usuarios interactuaban con el sistema escribiendo comandos en una consola de texto.
Windows data de 1981, se realizó cuando Microsoft inició un proyecto llamado "Interfaces Manager", cuya idea original le corresponde a Bill Gates y se basó en una aplicación de interfaz gráfico de usuario denominada VisiON. El nombre original del proyecto fue visto como muy poco comercial, por lo cual se terminó desechando, y siendo reemplazado por el nombre de Microsoft Windows. Fue presentado al público de manera oficial el 10 de noviembre de 1983. 
Windows, para ese entonces, no era un sistema operativo completo; más bien era una extensión gráfica de MS-DOS.
La primera versión de Microsoft Windows, versión 1.0, presentada en diciembre de 1985, compitió con el sistema operativo de Apple. Carecía de un cierto grado de funcionalidad y logró muy poca popularidad.
La segunda versión (Windows 2.x) se lanzó en noviembre de 1987 y fue un poco más popular que su predecesor. Windows 2.03 (lanzado en enero de 1988) incluyó por primera vez ventanas que podían solaparse unas a otras (y la terminología de "Minimizar" y "Maximizar"), las primeras versiones de Windows de Microsoft Word y Microsoft Excel funcionaron en Windows 2.0. El apoyo de terceros desarrolladores para Windows aumentó sustancialmente con esta versión. Con la adición de los iconos y de las ventanas que se superponían, Windows 2.0 se convertía en un entorno viable para el desarrollo de grandes aplicaciones; El resultado de estos cambios llevó a Apple a presentar una demanda contra Microsoft, debido a que infringían derechos de autor, el cual falló a favor de Microsoft y Hewlett-Packard ante la demanda impuesta por Apple.
Windows 3.0, lanzado en 1990, fue la primera versión de Microsoft Windows que consiguió un amplio éxito comercial, vendiendo 2 millones de copias en los primeros seis meses. Presentaba mejoras en la interfaz de usuario, en el apartado técnico y en la multitarea (programas en modo texto pueden ejecutarse en una ventana), además de incluir un número de aplicaciones simples que se arrastran hasta el día de hoy (tales como Bloc de notas o Paint) y de incluir un modo protegido/mejorado que facilita a las aplicaciones el uso de más memoria. Con los Windows 3.x. se optimizó la interfaz gráfica, la capacidad de multitarea y la introducción del acceso a disco de 32 bits, así como la introducción del Registro de Windows.
Una versión alterna, denominada Windows para Trabajo en Grupo 3.1 era una versión de Windows 3.1 que estaba optimizada para redes, facilitando la colaboración y la compartición de recursos en un entorno de trabajo en grupo y el acceso al naciente Internet, mientras que la versión estándar de Windows 3.1 carece de esas capacidades de red integradas.

### La época de los Windows 9x

El tercer logo de Windows (1995-2001)

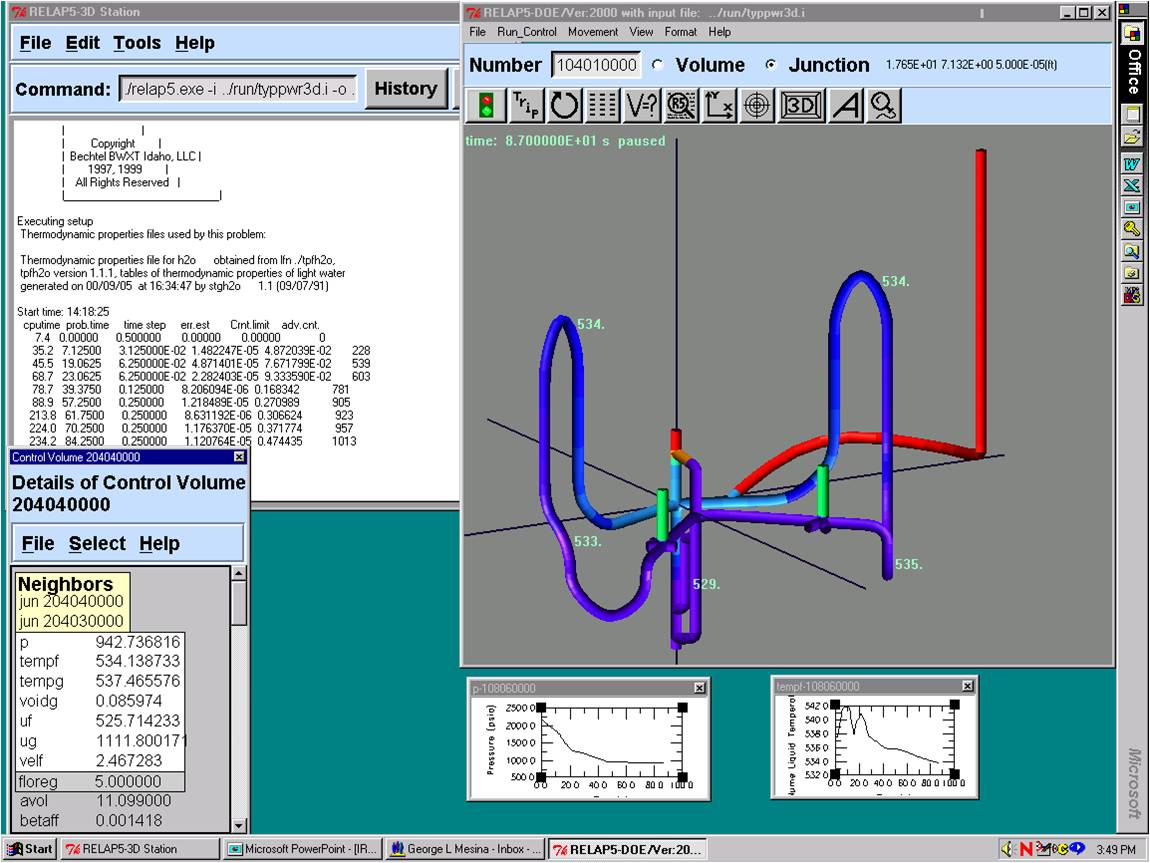
La interfaz común de Windows 9x y Windows ME, los tres ejecutaban MS-DOS como sistema operativo base.

Bajo el liderazgo de Bill Gates, Microsoft tenía la visión de llevar las computadoras a cada hogar y oficina. Crear una nueva lineal de Windows fue visto como una oportunidad para simplificar el uso de las computadoras personales, expandir su adopción masiva y marcar un hito tecnológico con una interfaz más fácil de usar y un mejor rendimiento, sin MS-DOS como intermediario con una integración más fluida entre la interfaz gráfica y el núcleo del sistema operativo.
El 24 de agosto de 1995, Microsoft lanzó Windows 95, una nueva versión del sistema operativo Windows destinada al mercado de consumo pensada para sustituir a Windows 3.1 como interfaz gráfica y a MS-DOS como sistema operativo. En esta edición se introdujeron mejoras muy significativas con respecto a sus antecesores entre las cuales se pueden mencionar los profundos cambios realizados a la interfaz gráfica de usuario de Windows, que era completamente distinta a las de versiones anteriores, y el pasar de usar una arquitectura multitarea cooperativa de 16 bits a usar una arquitectura multitarea apropiativa de 32 bits.
Desde este momento, Windows es un sistema operativo híbrido, integrando las funciones de MS-DOS directamente en el sistema e iniciando la interfaz gráfica de forma inmediata, lo que simplificó la experiencia del usuario, aunque seguía siendo compatible con software basado en DOS y su inclusión nativa de soporte para TCP/IP, el protocolo fundamental de Internet.
Windows 95 fue la primera versión de Windows en incluir la barra de tareas y el botón Inicio, los cuales siguieron incluyéndose en versiones posteriores de Windows, además de ser la primera versión en soportar la función de Plug and Play.
Acompañado por una extensa y millonaria campaña de marketing, Windows 95 fue un gran éxito comercial y técnico en el mercado en el momento de su lanzamiento y en breve se convirtió en uno de los sistemas operativos de escritorio más populares.
A finales de la década de 1990, la adopción de Internet creció exponencialmente, y la informática estaba cambiando rápidamente, los fabricantes de hardware comenzaron a producir procesadores más rápidos y memoria más abundante, lo que significaba la necesidad de un nuevo sistema operativo.
El siguiente para la línea del usuario fue lanzado el 25 de junio de 1998, Microsoft Windows 98. Sustancialmente fue criticado por su lentitud y por su falta de fiabilidad en comparación con Windows 95, pero muchos de sus problemas básicos fueron posteriormente rectificados con el lanzamiento de Windows 98 Second Edition en 1999 (una suerte de actualización mayor).
A fines de la década de 1990, había una demanda creciente por mejores capacidades multimedia en los sistemas operativos, especialmente para usuarios domésticos, Microsoft estaba preparando su sistema operativo basado en el kernel NT para el mercado empresarial (con Windows 2000), pero no estaba listo para una transición total a ese núcleo en el mercado de consumidores.
En 2000, Microsoft lanzó Windows Millenium Edition, el cual actualizó el núcleo de Windows 98, adoptó algunos aspectos de Windows 2000 y ocultaría gran parte de MS-DOS y eliminaría la opción de Reiniciar en modo MS-DOS.
Windows ME fue un proyecto rápido de un año para rellenar la brecha entre Windows 98 y el nuevo Windows XP, lo que se reflejó en la poca estabilidad de esta versión. En teoría, Windows 2000 iba a ser la unificación entre las dos familias de Windows, la empresarial y la de hogar, pero por retrasos se lanzó este pequeño avance. En esta versión se aceleraba el inicio del sistema y oficialmente ya no se podía distinguir entre el MS-DOS y el entorno gráfico (aunque aparecieron actualizaciones que permitieron volver a separarlos como se hizo en versiones anteriores).
Esta versión no tuvo procesadores de 16 bits y se centró únicamente en la compatibilidad con hardware de 32 bits, así que tal versión sólo funcionó correctamente con la mayoría de los equipos nuevos que lo tuvieron instalado, lo que se tradujo en gran impopularidad.

### Windows NT (Windows New Technology) y el fin de MS-DOS

La arquitectura de la familia de sistemas operativos de Windows NT se basa en dos capas, (modo usuario y modo núcleo), con distintos módulos dentro de éstas capas, lo que permite seguridad avanzada y gran estabilidad del sistema sin comprometer el soporte retroactivo.

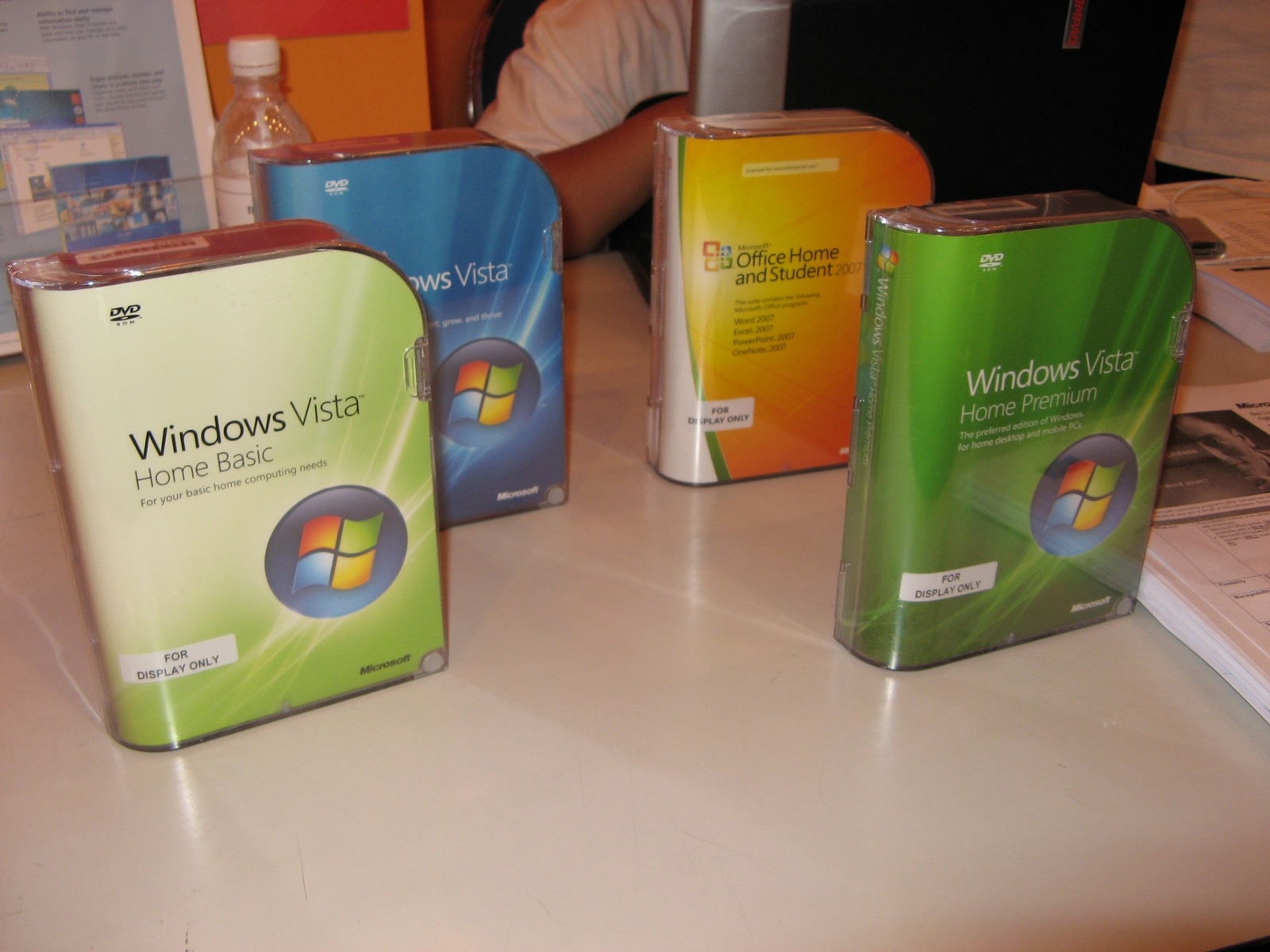
La recepción inicial de Windows Vista fue mayoritariamente negativa. Las quejas principales se debieron al alto consumo de recursos del sistema operativo, la inestabilidad del sistema, la falta de compatibilidad con hardware y mayor lentitud al ejecutar programas y hacer tareas relacionadas con Windows XP.

Si bien Windows 8 era un sistema liviano, por primera vez desde Windows 95, el botón de Inicio desaparece de la barra de tareas lo que lo hizo tremendamente impopular

A finales de la década de 1980, Microsoft enfrentaba una creciente demanda de un sistema operativo más robusto y seguro que pudiera competir con las plataformas empresariales de la época, como UNIX y Novell NetWare. Las versiones de Windows basadas en DOS (Windows 1.0, 2.0, 3.x, 95, 98 y ME) no eran lo suficientemente estables o seguras para los entornos empresariales de alta demanda.
Microsoft colaboró con IBM para desarrollar OS/2, un sistema operativo para estaciones de trabajo y servidores, pero la colaboración terminó debido a diferencias estratégicas y técnicas. Microsoft decidió entonces desarrollar su propio sistema operativo independiente, dando lugar al proyecto Windows NT, para entonces Microsoft tenía 2 líneas una para el Hogar (con Windows 1.0, 2.0, 3.x, 95, 98 y ME) y una Empresarial (Basada en NT 3.1, 3.5, 4.0 y Windows 2000).
Microsoft decidió unir las dos líneas de sistemas operativos (Windows 9x y Windows NT), en parte debido a que las versiones de Windows 9x (Windows 95, 98 y Me) estaban basadas en el sistema operativo MS-DOS, lo que traía consigo varias limitaciones técnicas, MS-DOS no fue diseñada para garantizar un alto nivel de estabilidad en sistemas multitarea. Los fallos del sistema y las pantallas azules de la muerte (BSOD) eran comunes debido a problemas con la gestión de la memoria y el manejo de controladores, no tenía una arquitectura de seguridad robusta, lo que lo hacía vulnerable a ataques, malware y otros problemas de seguridad. Por ejemplo, no tenía una separación clara entre las cuentas de usuario y las de administrador, lo que dejaba el sistema expuesto, además no podía aprovechar completamente las capacidades de hardware más avanzadas, como procesadores multinúcleo y grandes cantidades de memoria RAM.
Microsoft empezó a desarrollar un sistema que eliminara completamente a MS-DOS, diseñado desde el principio para ser compatible con diferentes arquitecturas de hardware, diseñado con una arquitectura de seguridad de nivel empresarial, incluyendo la separación de privilegios entre usuarios y el sistema, con multitarea y multithreading (múltiples procesos y hilos de ejecución) con una arquitectura de 32 bits, y con el NT File System (NTFS), que proporcionaba mayor seguridad, fiabilidad y soporte para volúmenes más grandes, pero con la simplicidad de un sistema doméstico.
En octubre de 2001, Microsoft lanzó Windows XP, destinada a sustituir tanto los Windows 9x y como los Windows NT, En dos ediciones distintas, «Home» y «Professional». Las Mejoras significativas en estabilidad, rendimiento y seguridad sin perder su interfaz gráfica mejorada y fácil de usar, su amplia compatibilidad con hardware y software, y sus características multimedia y su compatibilidad nativa de conexión a internet y redes, consolidaron su lugar como uno de los sistemas operativos más exitosos de la historia. En esta versión se eliminó totalmente a MS-DOS; recibió elogios de la crítica, destacando un mayor rendimiento y estabilidad (especialmente en comparación con Windows 98 y Me), una interfaz de usuario más intuitiva, soporte de hardware mejorado y capacidades multimedia ampliadas.
Después del éxito de Windows XP. Microsoft quiso introducir un sistema operativo que respondiera a las necesidades emergentes en cuanto a seguridad, interfaz gráfica, rendimiento y compatibilidad con nuevas tecnologías, Originalmente, estaba destinado a ser una actualización menor de Windows XP, pero con el tiempo, Microsoft comenzó a añadir tantas características nuevas que el proyecto se volvió un nuevo sistema operativo.
El 30 de enero de 2007, Microsoft lanzó Windows Vista. Contiene un sinnúmero de características nuevas, a partir de un Shell rediseñado, y la interfaz de usuario ofrece importantes cambios técnicos de envergadura, con especial atención a las características de seguridad, sin embargo, cambios en la forma de gestión de los controladores, generó problemas de compatibilidad, sus características tenían requisitos de sistema elevados y problemas de rendimiento, además de generar una experiencia de usuario confusa. Estas deficiencias, combinadas con altas expectativas y la competencia creciente, llevaron a que muchos usuarios se quedaran con Windows XP o buscaran alternativas en otros sistemas operativos.
El 22 de octubre de 2009, Microsoft lanzó Windows 7. Nació de la necesidad de corregir los errores y deficiencias de Windows Vista, así como de la intención de ofrecer a los usuarios una experiencia más satisfactoria y eficiente. La atención a las críticas, la mejora del rendimiento y la optimización de la interfaz de usuario, junto con un enfoque en la compatibilidad y la seguridad, llevaron al desarrollo de un sistema operativo nuevo. A diferencia de su predecesor (Windows Vista) que introdujo a un gran número de nuevas características, Windows 7 pretendía ser una actualización incremental, enfocada a la línea de Windows, con el objetivo de ser compatible con aplicaciones y hardware con los que Windows Vista no era compatible. Windows 7 tiene soporte multitáctil, una interfaz rediseñada con una nueva barra de tareas, conocida como Superbar, un sistema red llamado HomeGroup, y mejoras en el rendimiento sobre todo en velocidad y en menor consumo de recursos.
Como parte de los esfuerzos de Microsoft para adaptarse a las nuevas tendencias en el uso de computadoras, especialmente la creciente popularidad de las tabletas y dispositivos táctiles, es que se impulsó el rediseño de su sistema operativo.
El 26 de octubre de 2012, Microsoft lanzó Windows 8. El mayor cambio introducido es el reemplazo del Menú Inicio por una pantalla de Inicio de tamaño completo, la cual incluye nuevas aplicaciones. Su uso está enfatizado para dispositivos con pantallas táctiles, aunque puede ser utilizado con ratón y teclado. Por primera vez desde Windows 95, el botón de Inicio desaparece de la barra de tareas. El escritorio presenta una nueva interfaz y el explorador de Windows incluye la apariencia "Ribbon" de Microsoft Office. Una actualización masiva del sistema, Windows 8.1, fue lanzada el 17 de octubre de 2013 con nuevas mejoras de personalización, rendimiento y un botón para la pantalla de inicio, cuya ausencia en la versión original de Windows 8 fue muy criticada.
Su recepción fue mixta debido a la controversia en torno a su interfaz y la eliminación de características clásicas. Se  buscaba una experiencia más coherente y fácil de usar que combinara lo mejor de Windows 7 y Windows 8, además Microsoft buscaba unificar su ecosistema de dispositivos, creando un sistema operativo que funcionara en computadoras de escritorio, tabletas, teléfonos inteligentes y otros dispositivos. Además, Microsoft tenía el concepto de "Windows como Servicio (WAAS)", lo que significa que el sistema operativo recibiría actualizaciones periódicas y mejoras continuas en lugar de esperar a una nueva versión principal cada pocos años. Esto permite a Microsoft mantener el sistema operativo actualizado y alineado con las necesidades del usuario en tiempo real.

### Windows como un servicio

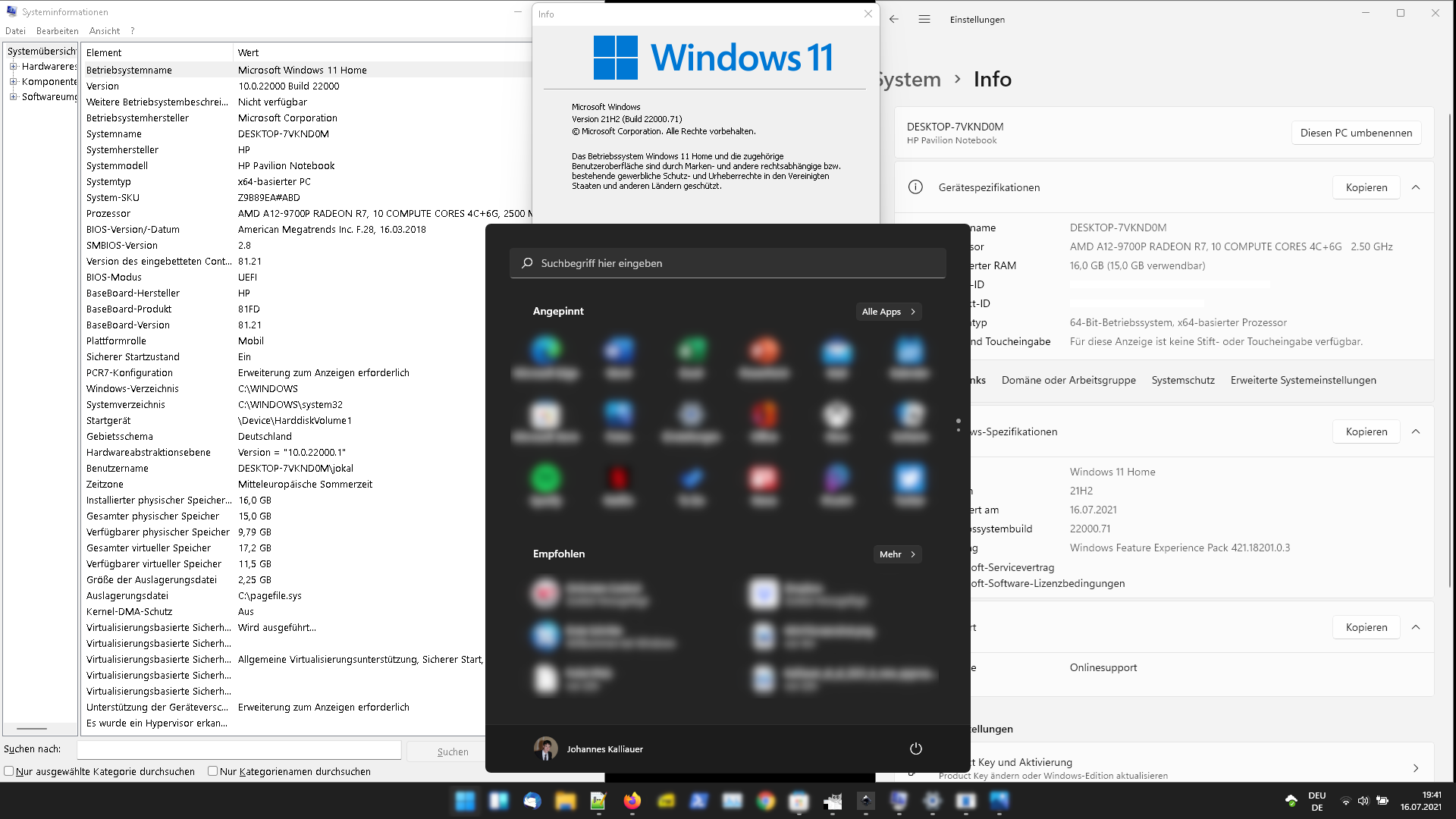
Los requisitos de hardware, su inestabilidad y el incumplimiento de Windows 10 como último, ha repercutido en una lenta adopción.

El 29 de julio de 2015, Microsoft lanzó Windows 10. Presenta un conjunto de aplicaciones y una interfaz que permite utilizarse en computadoras personales y dispositivos móviles. Visualmente es parecido a su predecesor, sin embargo, el Menú Inicio regresa en esta versión. Windows 10 introduce un nuevo navegador: Microsoft Edge, y un asistente de voz personal: Cortana, junto con una interfaz de sistema minimalista. Se trata de un sistema que a diferencia de sus predecesores, lanzará actualizaciones masivas periódicamente para convertirse en un sistema de servicio, anunciado como el último Windows; Hasta el 29 de julio de 2016, Microsoft ofreció gratuitamente una actualización a Windows 10 desde una PC con Windows 7 o Windows 8.1.
Con el tiempo y bajo el concepto de "Windows as a Service", Windows 10 torno en un enfoque en la seguridad y rendimiento, incorporando funciones como la integración con servicios en la nube, la multitarea mejorada y opciones de personalización más amplias, además de cierta integración con IA.
Si bien, Windows 10 fue anunciado como el último, La pandemia de COVID-19 aceleró el cambio hacia el trabajo remoto y el uso de dispositivos móviles. Se desarrolló un nuevo Windows teniendo en cuenta estas nuevas dinámicas de trabajo, con un enfoque en la colaboración y la conectividad, ofreciendo características que facilitan el trabajo, además Microsoft vio la oportunidad de preparar un sistema operativo que pudiera adaptarse a las tendencias emergentes en tecnología, como la inteligencia artificial, el aprendizaje automático y la computación en la nube.
El 24 de junio de 2021, Microsoft anunció y confirmó Windows 11, el cual se lanzó oficialmente el 5 de octubre de 2021. Suprimió la compatibilidad con 32 bits, incorpora una interfaz de usuario basada en Fluent Design incluyendo transparencias, sombras, iconos redondeados en todo el sistema. El menú Inicio sufre un rediseño que elimina los tiles del lateral. Los iconos de la barra de tareas incluyendo en botón Inicio aparecen centrados en la mitad de la pantalla, un diseño que ha sido comparado al del dock de macOS, Windows 11 ha sido impopular por sus requisitos de hardware estrictos, Muchos usuarios se sintieron excluidos al darse cuenta de que sus dispositivos más antiguos no eran compatibles, lo que generó descontento entre aquellos que no estaban dispuestos a comprar nuevo hardware, su interfaz de usuario divisiva, problemas de rendimiento y errores y falta de características clave.

## Historial de lanzamientos
| Fecha de publicación     | Nombre        | Soporte | Estado del soporte | Duración                                |
| ------------------------ | ------------- | ------- | --- | --------------------------------------- |
| 20 de noviembre de 1985  | Windows 1.0   | No      | Soporte finalizado el 31 de diciembre de 2001 (23 años, 7 meses y 20 días)                                                                                                   | 16 años y 1 mes                         |
| 9 de diciembre de 1987   | Windows 2.0   | No      | Soporte finalizado el 31 de diciembre de 2001 (23 años, 7 meses y 20 días)                                                                                                   | 14 años y 1 mes                         |
| 22 de mayo de 1990       | Windows 3.0   | No      | Soporte finalizado el 31 de diciembre de 2001 (23 años, 7 meses y 20 días)                                                                                                   | 11 años y 7 meses                       |
| 27 de julio de 1993      | Windows NT    | No      | Soporte finalizado el 31 de diciembre de 2001 (23 años, 7 meses y 20 días)                                                                                                   | 9 años y 8 meses                        |
| 24 de agosto de 1995     | Windows 95    | No      | El soporte estándar finalizó el 31 de diciembre de 2000 (24 años, 7 meses y 20 días). El soporte extendido finalizó el 31 de diciembre de 2001 (23 años, 7 meses y 20 días). | 5 años y 4 meses 6 años y 4 meses       |
| 25 de junio de 1998      | Windows 98    | No      | El soporte estándar finalizó el 30 de junio de 2002 (23 años, 1 mes y 20 días). El soporte extendido finalizó el 11 de julio de 2006 (19 años, 1 mes y 9 días).              | 4 años 8 años y 1 mes                   |
| 17 de febrero de 2000    | Windows 2000  | No      | El soporte estándar finalizó el 30 de junio de 2005 (20 años, 1 mes y 20 días). El soporte extendido finalizó el 13 de julio de 2010 (15 años, 1 mes y 7 días).              | 5 años y 4 meses 10 años y 5 meses      |
| 14 de septiembre de 2000 | Windows Me    | No      | El soporte estándar finalizó el 31 de diciembre de 2003 (21 años, 7 meses y 20 días). El Soporte extendido finalizó el 11 de julio de 2006 (19 años, 1 mes y 9 días)         | 3 años y 3 meses 5 años y 10 meses      |
| 25 de octubre de 2001    | Windows XP    | No      | El soporte estándar finalizó el 14 de abril de 2009 (16 años, 4 meses y 6 días). El soporte extendido finalizó el 8 de abril de 2014 (11 años, 4 meses y 12 días)            | 7 años y 6 meses 12 años y 6 meses      |
| 30 de enero de 2007      | Windows Vista | No      | El soporte estándar finalizó el 10 de abril de 2012 (13 años, 4 meses y 10 días). El soporte extendido finalizó el 11 de abril de 2017 (8 años, 4 meses y 9 días)            | 5 años y 3 meses 10 años y 3 meses      |
| 22 de octubre de 2009    | Windows 7     | No      | El soporte estándar finalizó el 13 de enero de 2015 (10 años, 7 meses y 7 días). El soporte extendido finalizó el 14 de enero de 2020 (5 años, 7 meses y 6 días).            | 5 años y 3 meses 10 años y 3 meses      |
| 26 de octubre de 2012    | Windows 8     | No      | El soporte finalizó el 12 de enero de 2016 (9 años, 7 meses y 8 días). | 3 años y 3 meses                        |
| 17 de octubre de 2013    | Windows 8.1   | No      | El soporte finalizó el 10 de enero de 2023 (2 años, 7 meses y 10 días). | 4 años y 3 meses 9 años y 3 meses       |
| 29 de julio de 2015      | Windows 10    | Parcial | Soporte estándar varía según las versiones de Windows 10 El soporte extendido finalizará el 14 de octubre del 2025 en (2 meses y 14 días)                                    | 2015 LTSB: 7 2016 LTSB: 9 2019 LTSC: 10 |
| 5 de octubre de 2021     | Windows 11    | Sí      | El soporte empezó desde su lanzamiento en octubre de 2021 (El soporte para 21H2 y 22H2 a finalizado).                                                                        |                                         |

## Aplicaciones incluidas
Windows trae aplicaciones preinstaladas con el objeto de proporcionar una experiencia inicial lista para usar, asegurando que los usuarios puedan acceder a funciones esenciales como el correo, la navegación web, el entretenimiento y la productividad sin necesidad de instalar software adicional. Además, Microsoft aprovecha estas aplicaciones para promover su propio ecosistema de servicios, como OneDrive, Microsoft Office y Xbox, incentivando a los usuarios a integrarse en su infraestructura y suscripciones.
No obstante, algunos usuarios critican la inclusión de software que consideran innecesario, conocido como "bloatware", que puede ocupar espacio y recursos en el sistema sin aportar un valor significativo a sus necesidades.
A partir de los sistemas operativos Windows 10 y Windows 11, Microsoft empezó a sustituir progresivamente de las aplicaciones incluidas por Aplicaciones de la tienda en Windows, buscando mejorar la seguridad, estabilidad y administración de aplicaciones. Dichas aplicaciones .appx ofrecen un entorno más controlado, con mayor aislamiento y menor riesgo de malware, ya que deben ser empaquetados y certificados por Microsoft o fuentes verificadas. Además, facilitan la instalación, actualización y desinstalación sin dejar residuos en el sistema, lo que contribuye a un entorno más eficiente y confiable, alineado con la evolución de Windows hacia un modelo similar al de las tiendas de aplicaciones móviles.

## Cuota de Mercado
| Versión       | Net Market Share | W3Counter | StatCounter |
| ------------- | ---------------- | --------- | ----------- |
| Windows 10    | 62.16 %          | 20.71 %   | 69.31 %     |
| Windows 11    | 20.3%            | ND        | 26.17 %     |
| Windows 7     | 20.93 %          | 5.05 %    | 3.01 %      |
| Windows 8.1   | 7.3 %            | ND        | 0.72 %      |
| Windows XP    | 5.17 %           | ND        | 0.34 %      |
| Windows 8     | 0.42 %           | ND        | 0.32%       |
| Windows Vista | 0,11%            | ND        | 10%         |

Nota: NetMarketShare contiene data hasta octubre de 2020. W3Counter toma en cuenta todos los sistemas operativos, incluyendo de dispositivos móviles.

## Críticas y controversias

### Monopolio de Aplicaciones Integradas

Internet Explorer estaba tan integrado en Windows 95, 98 y ME que era irremovible, estrategia utilizada para desbancar a Netscape Navigator

Windows, desde sus orígenes, está muy integrado con otros servicios y productos de Microsoft, como Internet Explorer, OneDrive, Edge y Cortana. Aunque estas integraciones pueden ser útiles para algunos, otros usuarios han criticado que sea difícil o imposible desactivar completamente algunos de estos servicios sin afectar la funcionalidad del sistema.
Microsoft fue demandado por el gobierno de Estados Unidos durante el año 1998 por competencia desleal, y especialmente por la inclusión del navegador Internet Explorer en su versión Windows 95. sin posibilidad alguna que el usuario pudiera removerlo.
Microsoft ha sido acusado repetidamente de usar su poder de mercado para favorecer sus propios productos y servicios a expensas de competidores, acciones de Microsoft que han impactado negativamente a competidores históricos como Netscape, que fue prácticamente eliminado del mercado tras la inclusión de Internet Explorer en Windows.

### Seguridad y vulnerabilidad
Una de las principales críticas que reciben los sistemas operativos Windows (con mucha fuerza hasta Windows 8) es la debilidad del sistema en lo que a seguridad se refiere y el alto índice de vulnerabilidades críticas y su tardanza en solucionarlo  o incluso años, al ser el sistema operativo más utilizado en computadoras de escritorio, es un blanco frecuente de ciberataques. Su gran base de usuarios lo convierte en un objetivo atractivo para los hackers, lo que ha llevado al descubrimiento constante de vulnerabilidades. Esto fue especialmente crítico en los Windows anteriores a Windows 10, con el lanzamiento parches de seguridad regularmente a través de Windows Update y la protección integrada a nivel de hardware como Restricción de hardware, Aislamiento del Núcleo y Módulo de plataforma confiable y de Software como Windows Defender o el cortafuegos integrado.
Uno de los pilares en que se basa la seguridad de los productos Windows es la seguridad por ocultación, en general, un aspecto característico del software propietario que sin embargo parece ser uno de los responsables de la debilidad de este sistema operativo (en especial en materia de Elevación de privilegios), ya que, la propia seguridad por ocultación, constituye una infracción del principio de Kerckhoff, el cual afirma que la seguridad de un sistema reside en su diseño y no en una supuesta ignorancia del diseño por parte del atacante.

### Actualizaciones

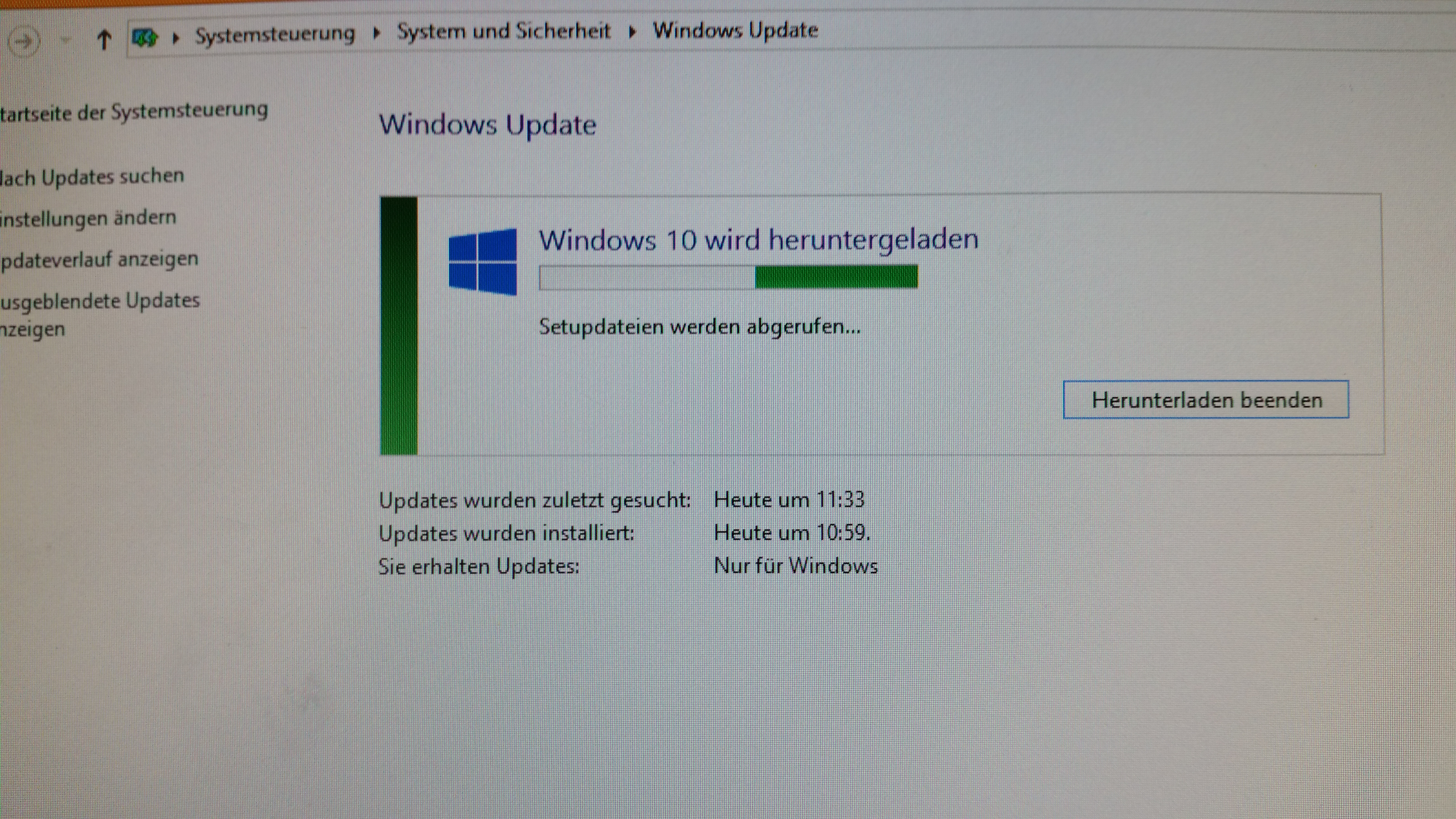
Windows Update envía periódicamente actualizaciones para cubrir vulnerabilidades y mantener vigente el sistema, aunque algunas son forzosas o defectuosas

Las actualizaciones de Windows suelen realizarse sin mucho control por parte del usuario, lo que puede causar ralentización en el equipo o incluso reinicios no deseados en momentos inoportunos. Esto ha sido motivo de frustración para muchos usuarios, también han sido criticadas por ocasionalmente causar problemas de compatibilidad, errores o incluso bloqueos en el sistema (BSOD). Algunas actualizaciones han deshabilitado funciones o provocado pérdida de datos, lo que ha afectado la confianza en los parches regulares.

### Privacidad
Las versiones actuales de Windows (Windows 10 y Windows 11) han sido criticados por sus prácticas de recolección de datos. Aunque Microsoft ha hecho más transparente qué tipo de datos recopila, muchos usuarios sienten que el sistema recopila demasiada información sobre su actividad sin darles un control adecuado sobre ella, Incluso cuando los usuarios desactivan muchas de las configuraciones de recolección de datos, parte de la telemetría sigue activa. Esto ha generado desconfianza entre los usuarios que valoran la privacidad.

### Seguridad de archivos
Aunque la serie Windows 9x ofrecía la opción de tener perfiles para varios usuarios con perfiles y carpetas de inicio independientes, no tenía el concepto de privilegios de acceso, lo que permitía a cualquier usuario editar o sustraer los archivos de otros. Además, aunque ejecutaba aplicaciones de 32 bits en espacios de direcciones independientes, lo que protegía el código y los datos de una aplicación de ser leídos o escritos por otra aplicación, no protegía el primer megabyte de memoria de las aplicaciones por razones de compatibilidad. Esta área de memoria contiene código crítico para el funcionamiento del sistema operativo y, al escribir en esta área de memoria, una aplicación puede bloquear o congelar el sistema operativo. Esto era una fuente de inestabilidad, ya que las aplicaciones defectuosas podían escribir accidentalmente en esta región o intencionalmente para robar datos, lo que potencialmente corrompía la memoria importante del sistema operativo, lo que generalmente resultaba en algún tipo de error y detención del sistema.
Dicho error se corrigió parcialmente desde Windows XP Con el núcleo NT se han basado en un sistema de permisos de sistema de archivos denominado AGDLP (cuentas, Global, Local, permisos), sin embargo con una extracción física del disco podía generar ese robo de información, cuestión corregida desde Windows 7 en adelante vida BitLocker Drive Encryption.

### Versiones Defectuosas
A lo largo de su historia, Microsoft ha lanzado versiones de Windows que han enfrentado críticas significativas debido a problemas de estabilidad, rendimiento o diseño. Algunas de estas versiones, como Windows ME, Vista o 8, son recordadas como fracasos, mientras que otras, como Windows 11, se vieron empañadas por sus requisitos de hadware.
En 2000 Windows ME se convirtió en un blanco de críticas debido a sus constantes fallos del sistema, que terminaban con un pantallazo azul en la mayoría de los casos, además de consumir mayores recursos de lo que se decía. PC World incluso posicionó a Windows ME el cuarto "peor producto tecnológico" de la historia en el artículo «Top 25 de los peores productos tecnológicos».
En 2006 Windows Vista fue otro lanzamiento ampliamente criticado, a pesar de su potencial innovador. Vista presentó un diseño gráfico renovado y nuevas funciones de seguridad, pero sufrió de problemas significativos en su rendimiento y compatibilidad, fue mayormente negativa por ambos lados. Las páginas expertas en tecnología e informática y los mismos usuarios. Las quejas principales se debieron al alto consumo de recursos del sistema operativo, que fueron consideradas excesivas para conseguir un buen funcionamiento. Otras de ellas se debieron a la inestabilidad del sistema, la falta de compatibilidad con hardware, los altos precios y mayor lentitud al ejecutar programas y hacer tareas relacionadas con Windows XP. Algunas páginas como CNET, PC Mag y Technology Review del MIT resaltaron las novedades sobre Windows XP, pero admitieron que fueron muy poco esenciales para el usuario común, además de criticar el consumo excesivo de recursos. Algunas reseñas más positivas reconocieron que el sistema pudo funcionar correctamente en una computadora que cumpla con los requisitos recomendados. En noviembre de 2007, CNET calificó a Windows Vista como uno de los peores productos tecnológicos de la historia.
En 2012 Windows 8 recibió una baja acogida por parte de la mayoría de usuarios, a pesar de que Microsoft anunció vender 40 millones de licencias de Windows 8 un mes después de su lanzamiento. Las primeras ventas fueron incluso más bajas que las que tuvo Windows Vista, versión lanzada en 2006 y que recibió severas críticas, convirtiéndose en un fracaso para la compañía.
La interfaz de Windows 8 ha sido el objeto de la crítica, el sistema de Edge UI del puntero y desplazamiento «no fueron muy obvios» debido a la carencia de instrucciones proporcionadas por el sistema operativo en las funciones accedidas a través de la interfaz del usuario, incluso por el manual de vídeo añadido en el lanzamiento del RTM (que solamente instruye a los usuarios a apuntar las esquinas de la pantalla y el toque de sus lados). A pesar de este «obstáculo» autodescrito, Bright aclara que la interfaz de Windows 8 trabajó muy bien en algunos lugares, pero empezó a ser incoherente cuando se cambia entre los ambientes «Metro» y de escritorio, algunas veces a través de medios inconsistentes.
HP Inc. comenzó a sacar equipos nuevos con Windows 7 pre-instalado debido a "demanda popular". Otros fabricantes de computadoras como Dell, Lenovo y Toshiba hicieron lo mismo. En abril del mismo año, según Net Applications, Windows 8 y su actualización Windows 8.1 seguían siendo ampliamente superadas por Windows 7 y Windows XP, (el cual finalizaba su soporte el 8 de abril). Para diciembre de 2014, según el mismo sitio web, ambas versiones sumaron una cuota de 13,52%.
En 2021 Windows 11 ha sido lentamente adoptado e incluso resistido a ser instalado, Uno de los aspectos más controvertidos de Windows 11 es su estricta política de requisitos de hardware. Esto incluye la necesidad de tener un procesador relativamente moderno, así como soporte para TPM 2.0 (Trusted Platform Module) y Secure Boot, excluyendo a hardware más antiguo, así mismo para algunas versiones de Windows 11, Microsoft requiere que los usuarios se conecten con una cuenta de Microsoft en lugar de usar una cuenta local durante la configuración inicial, lo que ha sido criticado por usuarios que prefieren mantener sus sistemas desconectados de los servicios en la nube.[cita requerida]